# Thiago André
Thiago do Rosário André (né le 4 août 1995 à Belford Roxo) est un athlète brésilien, spécialiste des courses de demi-fond. 

## Biographie
Double champion d'Amérique du Sud juniors 2013 sur 1 500 m et 5 000 m, il remporte la médaille d'argent du 800 m lors des championnats ibéro-américains 2014 alors qu'il n'est âgé que de dix-huit ans.
Il est éliminé dès les séries lors du 1 500 mètres des Jeux olympiques de 2016, à Rio de Janeiro, mais est finaliste des championnats du monde l'année suivante.
En 2021 il réalise le doublé 800 - 1 500 lors des championnats d'Amérique du Sud.

## Palmarès
| Date | Compétition                            | Lieu        | Résultat | Épreuve | Temps          |
| ---- | -------------------------------------- | ----------- | -------- | ------- | -------------- |
| 2013 | Championnats d'Amérique du Sud juniors | Resistencia | 1er      | 1 500 m | 3 min 48 s 42  |
| 2013 | Championnats d'Amérique du Sud juniors | Resistencia | 1er      | 5 000 m | 14 min 46 s 51 |
| 2014 | Championnats ibéro-américains          | São Paulo   | 2e       | 800 m   | 1 min 45 s 99  |
| 2014 | Championnats du monde juniors          | Eugene      | 4e       | 800 m   | 1 min 46 s 06  |
| 2014 | Championnats du monde juniors          | Eugene      | 4e       | 1 500 m | 3 min 42 s 58  |
| 2015 | Jeux panaméricains                     | Toronto     | 8e       | 1 500 m | 3 min 43 s 71  |
| 2017 | Championnats du monde                  | Londres     | 7e       | 800 m   | 1 min 46 s 30  |
| 2021 | Championnats d'Amérique du Sud         | Guayaquil   | 1er      | 800 m   | 1 min 45 s 62  |
| 2021 | Championnats d'Amérique du Sud         | Guayaquil   | 1er      | 1 500 m | 3 min 37 s 92  |
| 2024 | Championnats ibéro-américains          | Cuiabá      | 1er      | 1 500 m | 3 min 39 s 60  |

## Records
| Épreuve | Performance   | Lieu                  | Date         |
| ------- | ------------- | --------------------- | ------------ |
| 800 m   | 1 min 44 s 81 | São Bernardo do Campo | 11 juin 2017 |
| 1 500 m | 3 min 35 s 28 | Nimègue               | 2 juin 2017  |
| Mile    | 3 min 51 s 99 | Eugene                | 27 mai 2017  |